# Ludwig Auer

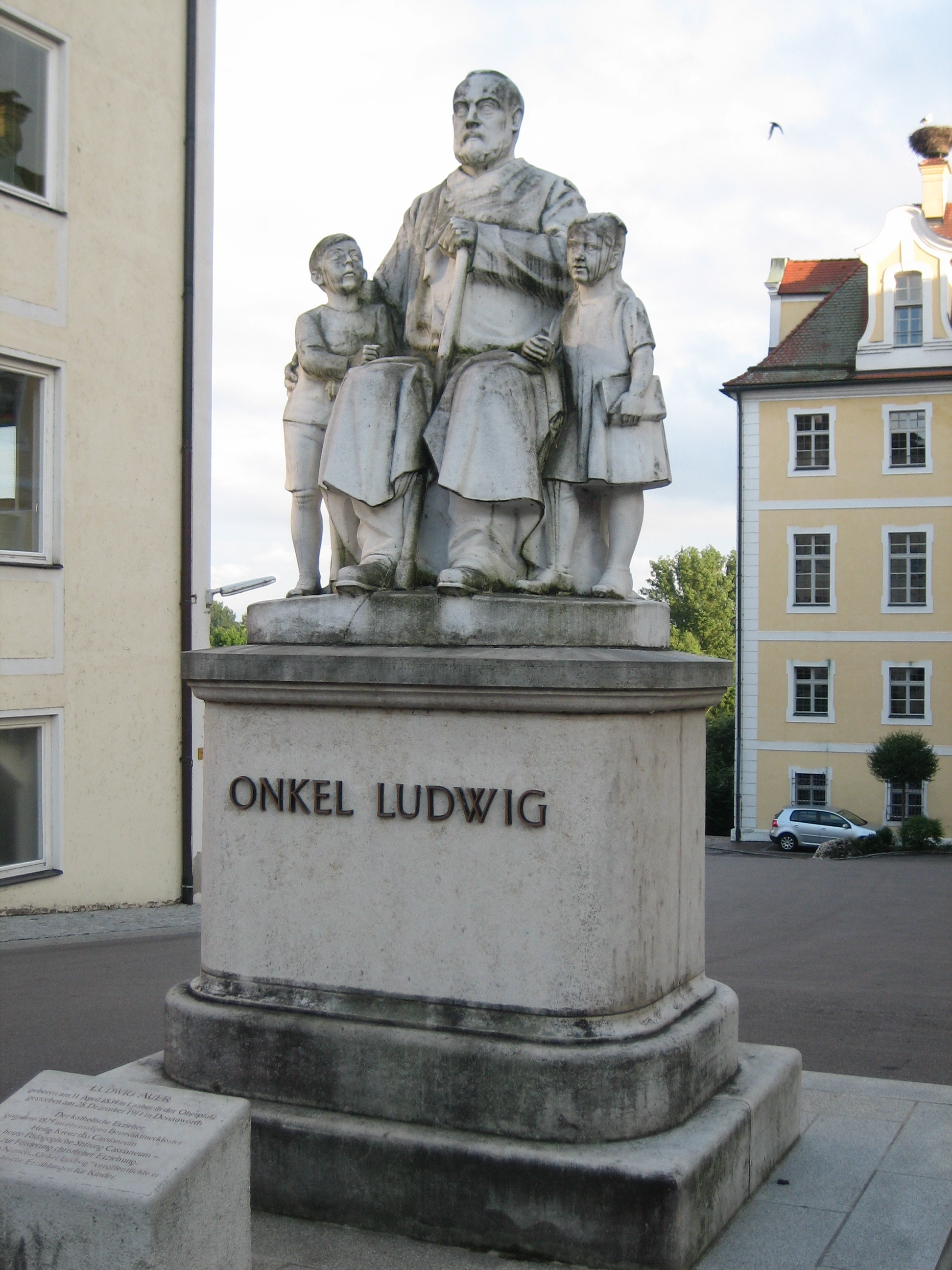
Denkmal für Ludwig Auer in Donauwörth

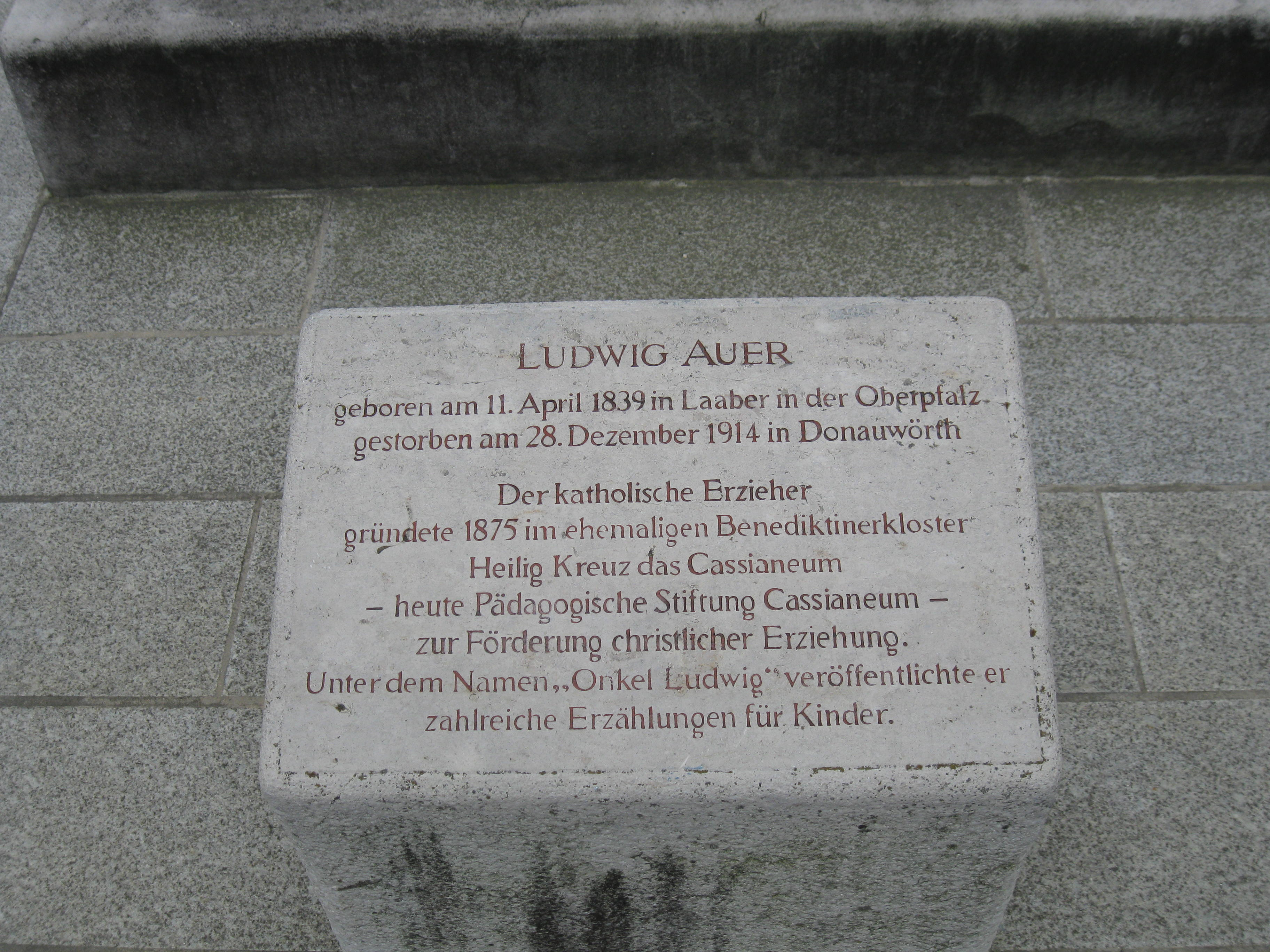
Die Gedenktafel vor dem Denkmal

Ludwig Auer, genannt Onkel Ludwig (* 11. April 1839 in Laaber in der Oberpfalz; † 28. Dezember 1914 in Donauwörth), war ein deutscher christlicher Bildungsreformer, Volksschullehrer, Schriftsteller, Verleger und Unternehmer.

## Leben und Werk
Ludwig Auer wurde als dreizehntes Kind eines Dorfschullehrers geboren. Von seinem 6. bis 12. Lebensjahr besuchte er die Volksschule seines Vaters. Bereits im Alter von 16 Jahren versorgte er kommissarisch die unbesetzte Schulstelle in Nittendorf. Von 1855 bis 1857 absolvierte Auer das Schullehrerseminar in Eichstätt. Nach Abschluss der Ausbildung trat er seinen Schuldienst an der Volksschule seines Heimatortes an, wo er für kurze Zeit 200 Kinder unterrichtete. 1858 kehrte er als Seminarhilfslehrer an sein „geliebtes Seminar“ nach Eichstätt zurück. Dort unterrichtete Auer für vier Jahre an der Seminar-Musterschule und widmete sich psychologischen und naturwissenschaftlichen Studien. 1864 wechselte er auf die Schulstelle in dem abgelegenen Dorf Schnufenhofen (heute Ortsteil von Seubersdorf). Dort reifte in ihm der Plan, einen katholisch-pädagogischen Verein zur Hebung und Verbesserung der Erziehung und der Bildung des Volkes im Geist der Katholischen Kirche ins Leben zu rufen. Dazu veröffentlichte Auer in dreißig Zeitschriften und in der Bayerischen Schulzeitung folgenden Aufruf:

„Aufruf an alle katholischen Lehrer, an Geistliche und Familienväter: Wer, wie der Unterzeichnete –, eine engere Verbindung der katholischen Lehrer und Schulfreunde wünscht, … wende sich vorläufig mit seinen Ansichten und Ratschlägen für fernere Schritte gefälligst brieflich an Ludwig Auer, Schullehrer in Schnufenhofen, Kgl. Bezirksamt Beilngries, Post Daßwang“

Wenige Monate später, am 1. Juli 1867, konstituierte sich in Berching der Katholisch-pädagogische Verein in Bayern, der 1872 in Katholischer Erziehungsverein in Bayern umbenannt wurde. Als Vereinsorgan diente die von ihm erworbene Bayerische Schulzeitung, die sich fortan Katholische Schulzeitung nannte. Auer, der selbst viele Beiträge verfasste, gründete als Beilage zu seiner Zeitschrift 1869 die Monika. Wochenschrift zur Verbesserung der Familienerziehung; ein Jahr später kam noch das Literaturblatt hinzu.
1869 bat Auer um Entlassung aus dem Schuldienst, da er nur noch für seinen Verein arbeiten wollte. Er übersiedelte zuerst nach Stadtamhof, dann nach Regensburg, schließlich im Oktober 1872 nach Neuburg an der Donau, wo er auf seinen Namen ein Haus für den Verein erwarb und eine Druckerei eröffnete. Bedarf an der Herstellung katholischer Druckerzeugnisse gab es wegen des gleichzeitig vor allem in Preußen verschärften Kulturkampfs auch von auswärtigen katholischen Einrichtungen, die aus Rheinpreußen, Westfalen und anderen katholischen Gegenden häufig ins Bistum Eichstätt auswichen. Am 4. Juni 1875 erfolgte in Neuburg die feierliche Eröffnung des von Auer zusammen mit seiner Frau Philomena gegründeten Cassianeums, das bereits im Dezember desselben Jahres nach Donauwörth übersiedelte, wo Auer 1877 das ehemalige Kloster Heilig Kreuz erwarb.
Das Cassianeum, benannt nach dem heiligen Märtyrer Kassian, dem Schutzpatron der Lehrer, war eine breit aufgestellte katholische Bildungsinstitution, die sich in eine wissenschaftliche, eine praktische und eine Geschäftsabteilung gliederte. Zur Förderung seiner Ziele und zur finanziellen Absicherung gründete man eine Buchdruckerei, eine Verlagshandlung und eine Antiquariatshandlung. Von Anfang an sollten durch das Cassianeum Kinder und Heranwachsende mit sorgfältig ausgewählter katholischer Literatur belehrt, angeregt und unterhalten werden. „Onkel Ludwig“, wie sich Auer in Donauwörth nennen ließ, verfasste selbst einige Jugendbücher sowie Volks- und Jugenderzählungen, die vor allem in den von ihm herausgegebenen Kinder- und Jugendzeitschriften erschienen. Ein Beispiel ist die besonders erfolgreiche Kinderzeitschrift Der Schutzengel. Ein Freund, Lehrer und Führer der Kinder, die bis 1973 erschien, zuletzt unter den Titeln Freund der Kinder bzw. Freund der Jugend.
Im Oktober 1889 eröffnete Auer in den Räumen des ehemaligen Klosters das Knaben-Institut des Cassianeums, womit er seine praktischen Erziehungsziele verwirklichen wollte. Noch heute besteht auf dem Gelände eine inzwischen in Trägerschaft des Schulwerks der Diözese Augsburg überführte katholische Realschule. Bald zählte das Cassianeum zu den größten Arbeitgebern Donauwörths – im Jahr 1900 hatte es bereits 2000 Beschäftigte (darunter Redakteure, Präfekt, Lehrer, Buchhändler, Packer, Drucker, Buchbinder und Expediteure). 1910 überführte Auer seine Institution, die sein Privateigentum war, in die Rechtsform einer Stiftung, die Pädagogische Stiftung Cassianeum.
Nach Ludwig Auers Tod übernahmen seine beiden ältesten Söhne die Leitung der Stiftung und das Institut. Unter ihnen und seinem Enkel Max Auer, einem römisch-katholischen Priester, der die Kinder auch sexuell missbrauchte, entwickelte sich das 1916 eröffnete Kinderheim Heilig Kreuz der Stiftung zu einer grauenhaften Einrichtung mit schrecklichen Missständen, in der die Insassen bis zur Schließung des Heims in den 1970er Jahren vom Erziehungspersonal gefoltert, misshandelt und für ihr Leben gezeichnet wurden. Eine Arbeitsgruppe, die die Geschichte der Einrichtung 2018 im Auftrag des Bistums Augsburg untersuchte, kam zu dem Ergebnis, dass ein paternalistischer Geist mit strengen Befehls- und Gehorsamsketten, der direkt auf die Erziehungskonzeption Ludwig Auers zurückging, von Anfang an für das Haus prägend war, so dass die Zöglinge den aufgedeckten Missständen praktisch wehrlos ausgeliefert waren. Peter Kosak, der Leiter des Cassianeums, nannte die geschilderten Vorgänge „monströs“.
In Donauwörth trägt die Mittelschule Auers Namen. Ferner erinnern eine Straße, ein Denkmal und eine Parkanlage an Ludwig Auer. Nach den Enthüllungen durch die Veröffentlichungen aus 2019 soll in Donauwörth möglicherweise auch ein Mahnmal für die Opfer seiner Pädagogik entstehen.

## Zeitschriften des Cassianeums (Auswahl)
- Katholische Schulzeitung (gegr. 1868)
- Monika. Wochenblatte zur Verbesserung der häuslichen Erziehung (gegr. 1869)
- Aus Vergangenheit und Gegenwart (gegr. 1872, wurde 1874 vom Verlag übernommen)
- Schutzengel. Ein Freund, Lehrer und Führer der Kinder (gegr. 1875)
- Ambrosius. Zeitschrift für die Vorstände der christlichen Männervereine und für den Seelsorgeklerus (gegr. 1876)
- Notburga. Zeitschrift für Dienstboten (gegr. 1877)
- Raphael (gegr. 1879)
- Ehrenpreis für Gott, König und Vaterland (gegr. 1880)
- Echo der Annalen Unserer Lieben Frau von Lourdes (gegr. 1881)
- Kneipp-Blätter (gegr. 1891)
- Blätter der Anstaltspädagogik (gegr. 1911)

## Werke als (Jugend-)Schriftsteller
- Lustig in Ehren. Anleitung und Stoff zu guter Unterhaltung. Gesammelt von Onkel Ludwig. 4 Lieferungen. Auer, Donauwörth 1881–1890.
- Franzi die Hauserin. Eine Erzählung aus dem Volksleben für die reifere Jugend und für das Volk. Auer, Donauwörth 1885.
- Klaus der Knecht. Eine Erzählung für die reifere Jugend und für das Volk. Auer, Donauwörth 1886.
- Schwäbische Volksmärchen. Erzählt von Onkel Ludwig. Auer, Donauwörth 1886.
- Der Schul-Ludwig. Eine Erzählung für Kinder. Auer, Donauwörth 1887.
- Aus der Kinderwelt. Ein Bilderbüchlein. Auer, Donauwörth 1890.
- Der Besentoni von Birkenfeld. Eine Erzählung aus dem Volksleben für die reifere Jugend und für das Volk. Auer, Donauwörth 1891.
- Maria von Brabant. Trauerspiel in 5 Akten. Dramatischer Versuch. Auer, Donauwörth 1897.
- Joseph Schoderer, Kaufmann und Weinhändler in Donauwörth. Vortrag über dessen Verhaftung, Todesurteil, Rettung. - II. Theaterstück hierüber. - III. Nachspiel. Schoderers Lebensabend . Auer, Donauwörth 1904.

## Denkmal
Der Münchener Bildhauer Eugen Mayer-Faßold schuf für Donauwörth das „Onkel-Ludwig“-Denkmal. Die Einweihung erfolgte anlässlich des 50-jährigen Gründungsfestes am 4. Juni 1925.